# Centre Énergie Matériaux Télécommunications de l'NRS
Le Centre Énergie Matériaux Télécommunications de l'INRS est un des quatre centres de recherche et de formation aux études supérieures de l'Institut national de la recherche scientifique (INRS). Le centre contribue aux efforts québécois de recherche, de formation et de transfert technologique dans les domaines de l'énergie, des matériaux et des télécommunications. Il est à l’avant-garde des priorités scientifiques et technologiques du Québec. 
Les objectifs premiers du Centre Énergie Matériaux Télécommunications sont de développer la recherche, favoriser l'innovation et former une relève scientifique de haut calibre au niveau du 2e et 3e cycles dans des secteurs stratégiques pour l'économie du Québec, à savoir les matériaux de pointe, les nanotechnologies, la photonique, les télécommunications et l’énergie.
Le Centre entend relever les défis qui se présentent au monde universitaire en misant sur les compétences qu’il a développées et en faisant preuve d’innovation dans le développement d’une science intersectorielle, dans le renouvellement et la croissance de son infrastructure, dans l’internationalisation de ses activités de recherche et de formation et dans la valorisation des résultats de la recherche. Le Centre Énergie Matériaux Télécommunications de l'INRS un centre de recherche et de formation à l’avant-garde des priorités scientifiques et technologiques du Québec.
L'Institut national de la recherche scientifique (INRS) est un établissement universitaire québécois voué à la recherche, aux études de cycles supérieurs et à la formation de chercheurs. Il a aussi pour mandat le développement de la recherche fondamentale et appliquée dans des secteurs jugés prioritaires pour le Québec, et ce, tout en s'assurant le transfert des connaissances et des technologies dans l'ensemble des secteurs où il œuvre.